# Общее достояние (телесериал)
«Общее достояние» (англ. The Commons) — австралийский антиутопический научно-фантастический драматический телесериал, созданный Шэлли Бирс, премьера которого состоялась на стриминговом сервисе Stan 25 декабря 2019 года. 
Главные роли исполнили Джоан Фроггатт, Дэвид Лайонс, Райан Корр, Руперт Пенри-Джонс, Джон Уотерс и Файссал Баззи.
Сериал поднимает вопросы об этнических границах и месте человека в спасении Земли.

## Сюжет
Действие сериала разворачивается в очень ближайшем будущем. Радикально настроенная и одарённая нейропсихолог по имени Иди стремится завести себе ребёнка. Во время своего пути Иди столкнётся с кражей интеллектуальной собственности, проблемами, вызванными капитализмом, и евгеникой. 

## В ролях
- Джоан Фроггатт — Иди Булай
- Дэвид Лайонс — Ллойд
- Райан Корр — Шей
- Руперт Пенри-Джонс — Дом Булай
- Джон Уотерс — Герман
- Файссал Баззи — Абель
- Симон МакОллэй — Франческа Булай
- Андреа Деметриадес — Карина
- Феликс Уильямсон — Карл Андерсон
- Сара Уэст — Зои
- Энтони Вонг — Харлоу
- Карма Шэрон — Мамфорд
- Сьюзэн Прайор — Лена Гордон

## Сезоны
| Сезон | Серии | Серии | Даты показа     | Даты показа     |
| Сезон | Серии | Серии | Первая серия    | Последняя серия |
| ----- | ----- | ----- | --------------- | --------------- |
| 1     | 8     | 8     | 25 декабря 2019 | 25 декабря 2019 |

## Эпизоды

### Сезон 1(2019)
| № общий | № в сезоне | Название               | Режиссёр       | Автор сценария | Дата премьеры   |
| --- | ---------- | ---------------------- | -------------- | -------------- | --------------- |
| 1 | 1          | «Эпизод 1» «Episode 1» | Джеффри Уокер  | Шэлли Бирс     | 25 декабря 2019 |
| В ближайшем будущем талантливая нейропсихолог Иди Булай отчаянно пытается зачать ребёнка. В условиях изменения климата на новом уровне вопрос о появлении ребёнка на свет становится гораздо более сложным, чем раньше.   |            |                        |                |                |                 |
| 2 | 2          | «Эпизод 2» «Episode 2» | Джеффри Уокер  | Шэлли Бирс     | 25 декабря 2019 |
| Отчаянное желание Иди забеременеть приводит к опасной сделке с Шеем. Её предложение отработать его срок в одном из городских центров переселения покажется небольшой платой за шанс родить ребёнка.                       |            |                        |                |                |                 |
| 3 | 3          | «Эпизод 3» «Episode 3» | Роуэн Вудс     | Шэлли Бирс     | 25 декабря 2019 |
| Обман Иди становится всё более изощрённым по мере развития беременности, и ей нужно выполнить своё обещание и взять на себя обязанности Шея по несению военной службы в одном из городских центров временного размещения. |            |                        |                |                |                 |
| 4 | 4          | «Эпизод 4» «Episode 4» | Роуэн Вудс     | Мэтт Форд      | 25 декабря 2019 |
| Стремление Иди помочь Рейчел найти её семью, пропавшую во время шторма, даёт ей возможность увидеть своими глазами, что переживают люди в отдалённых районах.                                                             |            |                        |                |                |                 |
| 5 | 5          | «Эпизод 5» «Episode 5» | Дженнифер Лиси | Майкл Миллер   | 25 декабря 2019 |
| Когда Айви смотрит в неопределённое будущее, её настроение портится, и Ллойд обращается к Шэю, чтобы тот взял на себя роль крёстного отца и помог ей встать на ноги.                                                      |            |                        |                |                |                 |
| 6 | 6          | «Эпизод 6» «Episode 6» | Дженнифер Лиси | Мэтт Кэмерон   | 25 декабря 2019 |
| Ллойд и Иди оказались на руинах своих отношений после того, как стало известно о беременности Иди. Но Ллойд чувствует, что Иди всё ещё что-то от него скрывает.                                                           |            |                        |                |                |                 |
| 7 | 7          | «Эпизод 7» «Episode 7» | Джеффри Уокер  | Майкл Миллер   | 25 декабря 2019 |
| Иди и Латус пересекли опасную черту, и чтобы уберечь их от пограничных служб, придётся заплатить больше, чем они предполагали.                                                                                            |            |                        |                |                |                 |
| 8 | 8          | «Эпизод 8» «Episode 8» | Джеффри Уокер  | Шэлли Бирс     | 25 декабря 2019 |
| В то время как город накрывает беспрецедентная жара, Иди сталкивается с возможностью того, что ценой её авантюры станет будущее Лату, потеря её брака, а теперь и здоровье её детей.                                      |            |                        |                |                |                 |

## Производство
Сценарий сериала был написан Шэлли Бирс в соавторстве с Мэттом Фордом, Майклом Миллером и Мэттом Кэмероном. На роль продюсера была утверждена Дайан Хэддон. Режиссёрами стали Джеффри Уокер, Роуэн Вудс и Дженнифер Лиси.
В США премьера «Общего достояния» состоялась на телеканале Sundance Now в 2020 году.

## Реакция

### Критика
На сайте-агрегаторе Rotten Tomatoes сериал получил положительную оценку в 100 % на основе 6 рецензий со стороны критиков. 

### Награды
В 2020 году Шэлли Бирс получила премию «Джона Хайнда за выдающиеся достижения в области научной фантастики» на церемонии AWGIE Awards за работу над «Общим достоянием».